# Dicarinator
Dicarinator is een geslacht van kevers uit de familie  
kniptorren (Elateridae).
Het geslacht is voor het eerst wetenschappelijk beschreven in 1998 door Schimmel.

## Soorten
Het geslacht omvat de volgende soort:
- Dicarinator rubripes Schimmel, 1998